# Parque nacional del Monte Roraima
El Parque Nacional del Monte Roraima (en portugués: Parque Nacional do Monte Roraima) es un parque nacional de Brasil que se encuentra en el estado de Roraima, siendo uno de los principales puntos turísticos del estado. Fue creado el 28 de junio de 1989 por el entonces presidente de la república do Brasil José Sarney, decreto n.º 97.887. En el parque se encuentran bellísimas sabanas y está cortado por ríos de agua cristalina, y también se localizan en el Parque, las más antiguas montañas de la Tierra. 
Y una costumbre dice que quien va al parque no se arrepiente; eso dicen los propios roraimenses.
Los aventureros abren la imaginación, por el hecho de que el parque posee una forma extraña de mesa, denominada por los indios de «tepuí». 
En la región existen muchas especies de helechos y bromeliáceas. El parque comprende  11.600 km². Es muy visitado por turistas, principalmente extranjeros. 
El parque está completamente contenido dentro del territorio indígena Raposa Serra do Sol y tiene la doble función de conservar el medio ambiente y apoyar los derechos constitucionales de los pueblos indígenas.

## Ubicación
El Parque Nacional Monte Roraima se encuentra en el bioma Amazónico (en inglés). El parque incluye parte de las montañas de Pacaraima, que separan Brasil de Venezuela y Guyana. Lleva el nombre del Monte Roraima, el más alto de los Tepui con casi 3.000 metros (9.800 pies) y uno de los más altos de la cadena Pacaraima. La montaña tiene una cima plana que alberga un monumento, el Marco da Triplice Fronteira, donde se encuentran las fronteras de Venezuela, Guyana y Brasil.

## Clima
La temperatura varía de 5 °C a 36 °C.

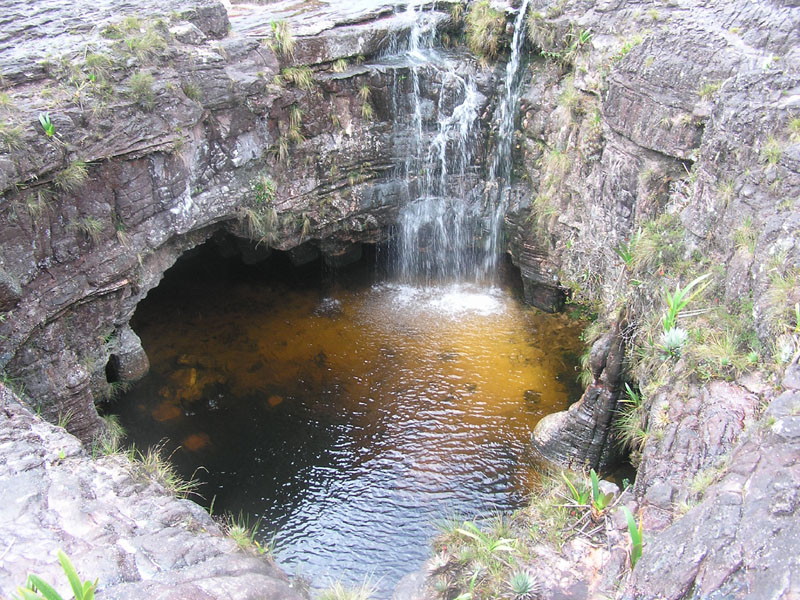
El Foso (Venezuela)
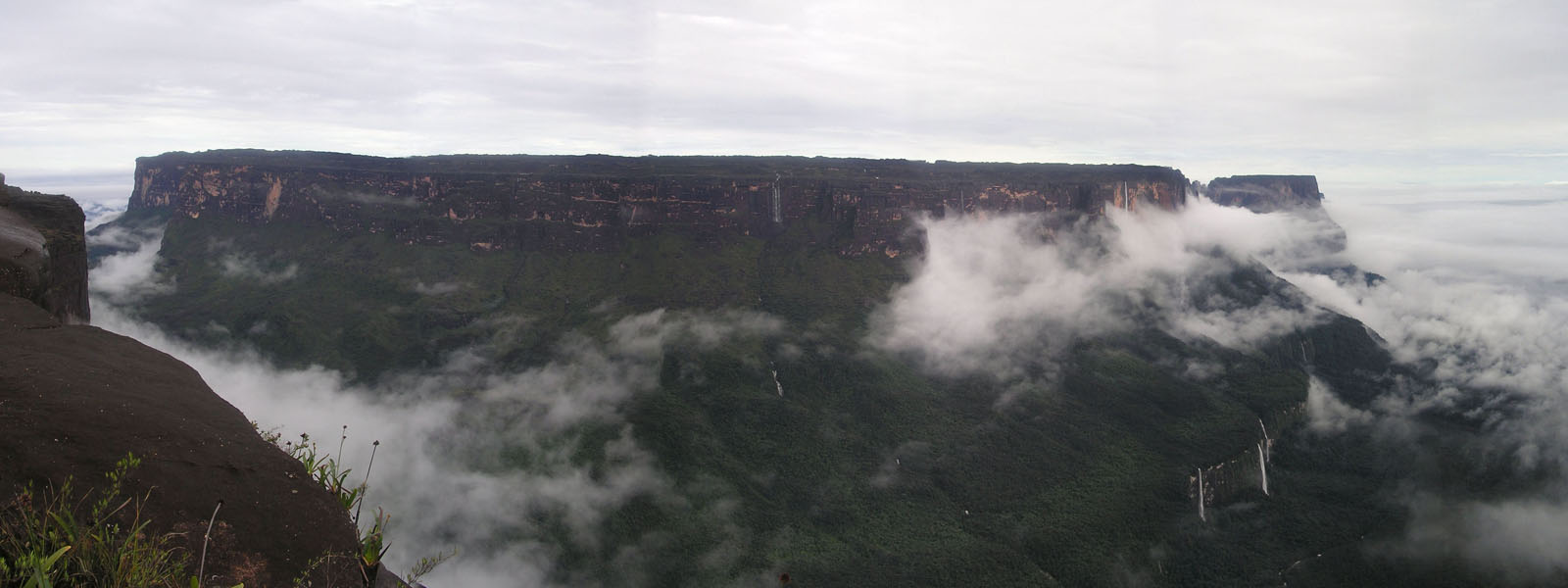
Vista aérea del Monte Roraima
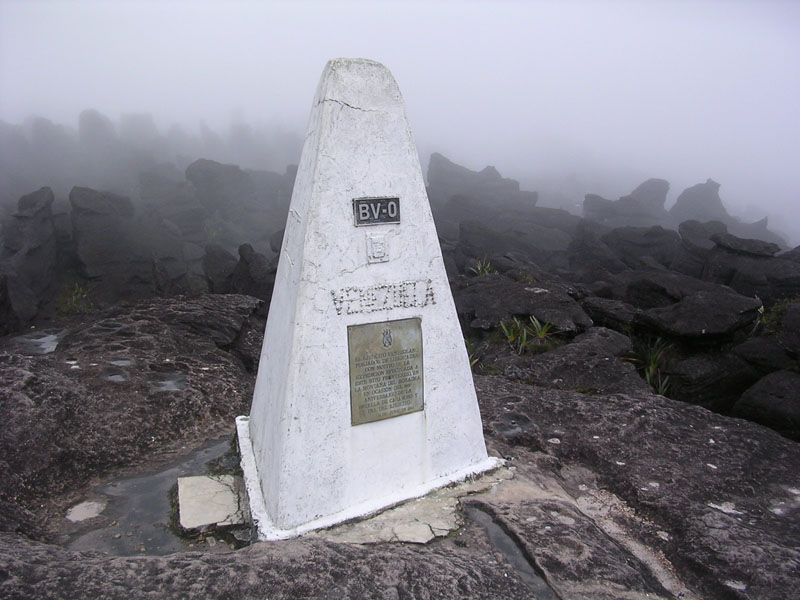
BV - 0: Tripunto para Venezuela, Guyana y Brasil

- Datos: Q578202
- Multimedia: Parque Nacional do Monte Roraima / Q578202